# KEYUCA
KEYUCA（ケユカ） は、KAWAJUN（河淳株式会社）が経営する、同社コンシューマ向けオリジナル商品のブランド名及び小売チェーン店名。同社のケユカ事業部が、運営する。

## 概要
「自然体で、のびやかに、心地よく暮らしたい」をコンセプトに、2000年4月に1号店をオープン。
都市型生活を指向する家族をターゲットとし、インテリアから雑貨に至るまで幅広い生活用品をオリジナル開発している。
2011年11月現在、全国に50店舗以上を展開している。

## 商品カテゴリ
- 製品
  - 家具
  - カーテン
  - 生活雑貨
  - 婦人靴
  - 婦人バッグ
  - 衣料
  - キッチン用品
- 飲食
  - カフェ
  - スイーツ
  - バー・レストラン
  - ベーカリー